# Camptonotus australis
Camptonotus australis är en insektsart som beskrevs av Rehn, J.A.G. 1907. Camptonotus australis ingår i släktet Camptonotus och familjen Gryllacrididae. Inga underarter finns listade i Catalogue of Life.